# Eyalato de Salónica
El eyalato de Salónica (en turco otomano: ایالت سلانیك; Eyālet-i Selānīk‎) fue un eyalato del Imperio otomano en la región de Macedonia. 

## Divisiones administrativas
Sanjacados del eyalato a mediados del siglo XIX:
1. Sanjacado de Tirhala (Tríkala)
2. Sanjacado de Selanik (Salónica)
3. Sanjacado de Siroz (Serres)
4. Sanjacado de Drama

## Gobernadores
Gobernadores del eyalato:
- Mehmed Hasib Pasha (septiembre de 1839 - febrero de 1840)
- Mehmed Emin Pasha (febrero de 1840 - julio de 1840)
- Kizilhisarli ömer Pasha (julio de 1840 - julio de 1843)
- Sirozlu Ibrahim Pasha (julio de 1843 - octubre de 1843)
- Gürcü Mehmed Vasif Pasha (octubre de 1843 - septiembre de 1845)
- Gümrükcü Mehmed Salih Pasha (septiembre de 1845 - abril de 1846)
- Kara Osmanzade Yaqub Pasha (abril de 1846 - mayo de 1847)
- Dede Mustafa Hifzi Pasha (mayo de 1847 - septiembre de 1848)
- Egribozlu Ebubekir Sami Pasha (septiembre de 1848 - agosto de 1849)
- Cihan Seraskeri Hasan Riza Pasha (agosto de 1849 - julio de 1850)
- Kara Osmanzade Yakub Pasha (julio de 1850 - noviembre de 1851)
- Celalatzade/Evrenoszade Yusuf Siddiq Mehmed Pasha (noviembre de 1851 - mayo de 1853)
- Gümrükcü Mehmed Salih Pasha (mayo de 1853 - julio de 1853)
- Ebubekir Rüstem Pasha (julio de 1853 - febrero de 1854)
- Bosnakzade Mehmed Reshid Pasha (febrero de 1854 - julio de 1854)
- Arnavud Mazhar Osman Pasha (julio de 1854 - septiembre de 1855)
- Sirkatibi Mustafa Nuri Pasha (septiembre de 1855 - mayo de 1856)
- Ahmed Nazir Pasha (mayo de 1856 - mayo de 1857)
- Abdi Pasha (1857)
- Yozgatli Mehmed Vecihi Pasha (octubre de 1857 - septiembre de 1858)
- Mirza/Tatar Mehmed Said Pasha (noviembre de 1858 - agosto de 1859)
- Tepedelenlizade Ismail Rahmi Pash (agosto de 1859 - enero de 1860)
- Arnavud Mehmet Akif Pasha (enero de 1860 - enero de 1865)
- Huseyin Hüsnü Pasha (enero de 1865 - December 1866)
- Ahmed Ala Bey (1867)